# 山県武夫
山県 武夫（やまがた たけお、1884年〈明治17年〉2月26日 - 1968年〈昭和43年〉8月7日）は、日本の宮内官僚。海軍軍人。

## 経歴
愛媛県松山市出身。海軍兵学校を卒業後、日露戦争・日独戦争に従軍。その後海軍大臣秘書官、イタリア大使館附駐在武官を務めた。海軍中佐の時に宮内省に転じ、式部官、式部職儀式課長、同外事課長、式部次長を歴任した。
1941年（昭和16年）に宮中顧問官に任命された。他に日伊協会の専務理事を務めた。

## 栄典
- 1905年（明治38年）10月4日 - 正八位[4]
- 1907年（明治40年）11月30日 - 従七位[5]
- 1909年（明治42年）12月20日 - 正七位[6]
- 1915年（大正4年）1月30日 - 従六位[7]
- 1940年（昭和15年）8月15日 - 紀元二千六百年祝典記念章[8]

## 著書
- 『皇室と帝国海軍』学芸社、1943年8月。